# グラモーガン・ソーセージ
グラモーガン・ソーセージ（英語: Glamorgan sausage、ウェールズ語: Selsig Morgannwg）は、ウェールズの伝統料理であり、ソーセージと称しているが肉や腸皮を使用せず、チーズ（通常はケアフィリチーズ）、リーキ、パン粉を主原料とする。名称は、ウェールズの歴史的カウンティの一つであるグラモーガン (Glamorgan, Morgannwg) に因む。
1850年代に執筆されたジョージ・バロウの『ワイルド・ウェールズ』が文献での初出であるが、グラモーガン公文書館には、それ以前の豚肉を使用した類似の料理の記録がある。第二次世界大戦中に肉の入手が困難になったことから一般に広まり、現在では少なくとも2つの会社で大量生産されている。リーキをタマネギに変えたり、チーズの種類を変えたりするなどのバリエーションが存在する。

## 歴史
グラモーガン・ソーセージの起源は不詳である。グラモーガン公文書館による調査では、肉を使用した古いレシピが判明した。1795年から1813年に書かれた記録では、豚の赤身と脂肪が加えられ、また、クローブ、セージ、ジンジャーなど、現在とは異なる調味料が使用されていた。
文献での初出は、ジョージ・バロウが1850年代に執筆し1860年代に出版された『ワイルド・ウェールズ』での記述である。バロウはグラモーガン・ソーセージについて、「エッピングのそれと少しも劣っていない」と記述している。エッピングのソーセージは、肉を使用した皮なしのものである。バロウが訪れたのは現在のブリンアムマンであり、その街のパブ、Tregib Armsでボロウがグラモーガン・ソーセージを食べたとされている。
市販のグラモーガン・ソーセージの広告の初出は1869年である。カーディフの肉屋、ヘンリー・S・ハモンドが1869年12月15日の『ウェスタン・メール』紙に広告を出し、それ以降も数年間に渡り広告を出し続けた。1873年の広告では、他の店は何日も前に作ったものを売っているが、当店は毎時間ソーセージを作っていると主張していた。この広告には、「厳選された乳製品を与えて育てた豚の肉」が使われていると書かれている。
グラモーガン・ソーセージは、本来はグラモーガン・チーズを使って作られていたと考えられているが、グラモーガン牛がほぼ絶滅したため、グラモーガン・チーズは現在では作られていない。第二次世界大戦中、肉が配給制となり入手が困難となったことから、肉を使用しないグラモーガン・ソーセージが普及した。ウェールズ・ガス協会が1950年に出版した料理本にグラモーガン・ソーセージのレシピが掲載されていたが、使用するチーズの種類は特に定めていなかった。
2005年、欧州連合の原産地名称保護制度の枠組みに「グラモーガン・ソーセージ」を登録し、この名称の使用をグラモーガン地方で作られたものに限定しようという運動が始まった。この運動を主導したのは、グラモーガン地方で唯一の大手メーカーであるカウブリッジのCwrt Newydd社を経営するグレタ・ワッツ＝ジョーンズだった。Cwrt Newydd社の競合メーカーであるCauldron Foods社はイングランドのブリストルに本社を置いていた。2006年3月の欧州議会で登録のための欧州規則の改正案の投票が行われたが、通過しなかった。

## 製法
前述のように当初はグラモーガンチーズが使用されていたが、現代のレシピにおいては、その製法を受け継いだケアフィリチーズが使用されており、グラモーガンチーズを使ったものと同様の食感と風味が再現されている。チーズ、リーキ、パン粉を混ぜるのが基本的なレシピであるが、リーキの代わりにタマネギや春タマネギを使ったり、パセリなどのハーブやマスタードなどの香辛料を加えることもある。材料を混ぜ合わせたものをソーセージのような形状にして油で揚げるが、ソーセージのように腸皮（ケーシング）は使用せず、卵をつなぎにする。

### バリエーション

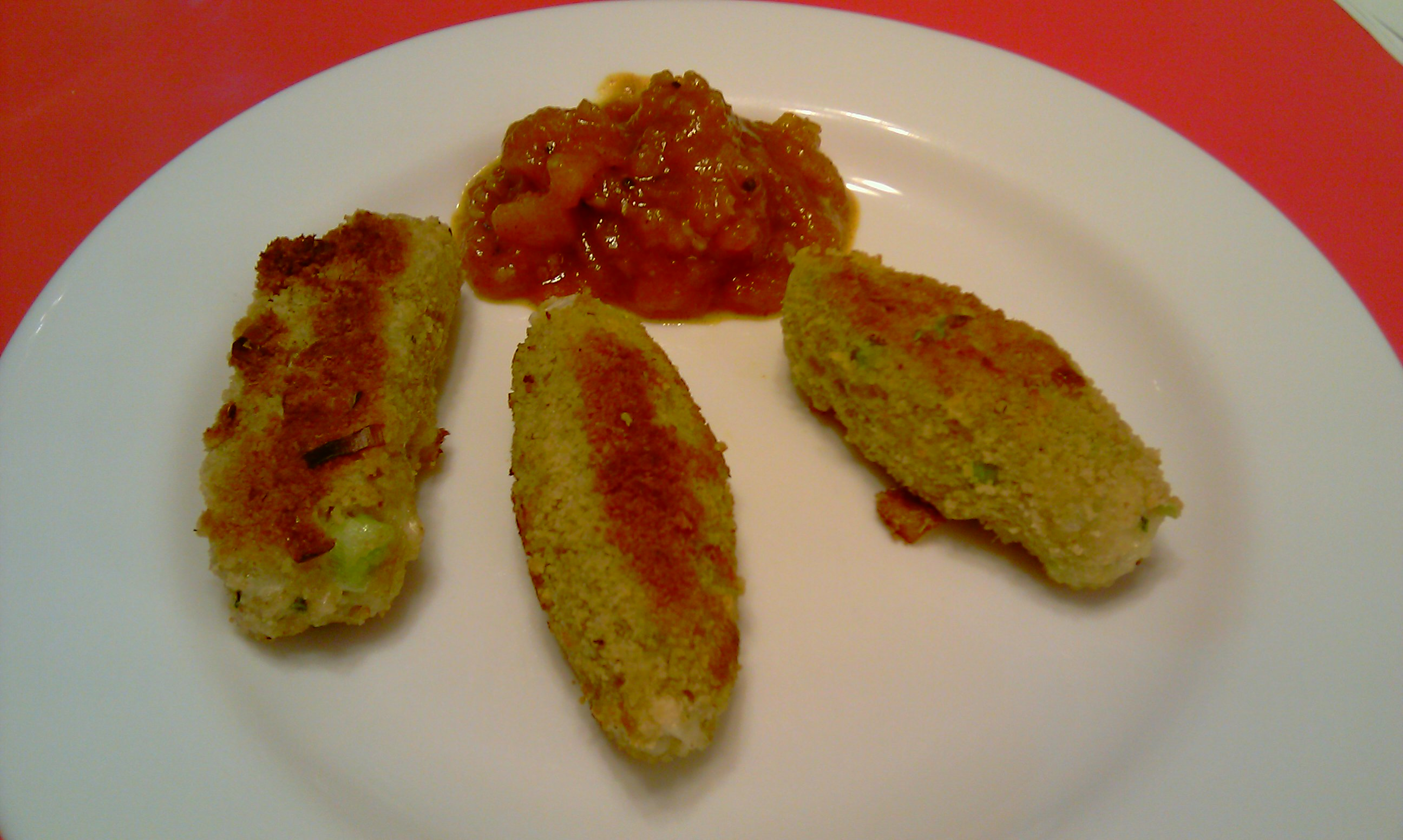
トマトチャツネをかけたグラモーガン・ソーセージ

グラモーガン・ソーセージのレシピには、様々なバリエーションが提案されている。ヘアリー・ベイカーズ（デイブ・マイヤーズとサイ・キングのシェフ2人組）は、ケアフィリチーズをウェールズ産チェダーチーズに替え、赤たまねぎとチリペッパーのレリッシュを添えることを提案している。オーストラリアのレシピでは、ケアフィリチーズの代わりにランカシャーチーズを使用している。
パン粉に関しては、シェフのボビー・フリーマンは赤パン粉と白パン粉を半分ずつ使うことを提案し、ロンドンのレストラン、キャンティーンが刊行した料理本では、茹でたジャガイモとパン粉を混ぜたものが提案されている。
リーキについてはレシピにより調理法が異なり、生のまま使用する場合や、焼き色がつくまでフライパンで火を通す場合などがある。ヘアリー・ベイカーズやキャンティーンの料理本は、リーキは混ぜる前に加熱している。
ハーブについては、キャンティーンはナツメグとセージを使用している。ウェールズ・ガス協会のレシピでは単に「ミックスハーブ」と書かれている。料理研究家のフェリシティー・クロークは『ガーディアン』の記事でタイムを加えることを提案した。
揚げ方については、ウェールズ・ガス協会はラードを使用し、ヘアリー・ベイカーズは植物油を使用した。クロークと『デイリー・テレグラフ』のニール・ゴドウィンは、バターの使用を提案した。